# Adriana Prieto (actriz venezolana)
Adriana Prieto (Valencia, Venezuela, 17 de abril de 1984) es una actriz venezolana y presentadora de televisión.

## Biografía
Fue seleccionada en el casting de la primera temporada de la telenovela Somos tú y yo, allí debutó como actriz. Posteriormente trabajó como actriz de reparto durante las 2 temporadas de la telenovela juvenil "Amor Urbano" transmitida por Venevisión, allí interpretó a Laura Hernández una madre soltera. 
Actualmente se encuentra en Panamá, trabajó como locutora en KYS FM PANAMÁ. 
También es una de las caras de Tvn Panamá fue copresentadora en el noticiero La Última Hora, presenta un segmento de belleza en el programa Al Descubierto y ha sido presentadora del noticiero web del canal.
Hasta la fecha se desempeña como una de las presentadoras "Así se vive" una plataforma digital de TVN que brinda contenidos de salud, belleza y bientestar general a la audiencia panameña. (www.asisevive.com)

## Cine
Su primera actuación en el cine fue en el largometraje venezolano "De Repente" del director Luis Armando Roche. La película se estrenó en 2012 y fue ganadora del premio del Festival de Cine Venezolano por «Mejor Casting»
Poco después participó en "Patas Arriba", película del director venezolano Alejandro García Wiedemann, cuya locación principal fue el imponente "Waraira Repano". La película se hizo ganadora de 5 premios en el Festival del Cine Venezolano 2012, entre ellos el de "Mejor Película"

## Vida personal
Adriana Obtuvo el título de Licenciada en Comunicación social y está casada con el actor y cantante venezolano Ricardo Santana. Se conocieron durante las grabaciones de Amor Urbano.

## Telenovelas
| Año       | Telenovelas                     | Personaje                    |
| --------- | ------------------------------- | ---------------------------- |
| 2007      | Somos tú y yo                   | Adriana                      |
| 2009      | Amor urbano                     | Laura                        |
| 2009-2010 | Un esposo para Estela           | Celeste (cap. 40 a cap. 76). |
| 2010      | Amor urbano (segunda temporada) | Laura                        |
| 2013      | La Magia Del Amor               |                              |
| 2015      | Una Maid en Paitilla            | Ambar                        |
| 2016      | Se alquila el 42B               | Mary                         |

- Datos: Q5658361